# Starzinger
Science Fiction Saiyuki Starzinger (яп. SF西遊記スタージンガー Эсу Эфу Сайю:ки Сута:дзинга:, Старзингер) — японский аниме-сериал, выпущенный студией Toei Animation. Транслировался по телеканалу Fuji TV с 2 апреля 1978 года по 24 августа 1979 года. Всего выпущены 64 серии аниме. Сериал транслировался на территории США, Франции, Латинской Америки, Италии, Филиппин и Швеции.

## Сюжет
История разворачивается вокруг лунной принцессы по имени Аврора и её 3-х киборгах-подчинённых, вместе с которыми она должна отправиться на планету великого короля и восстановить «вселенскую силу» по той причине, что энергия вселенной становится всё более неустойчивой из-за того, что королева великой планеты стареет.
Аниме-сериал является новой интерпретацией в стиле космической оперы классического китайского романа Путешествие на Запад. Дизайнером выступил Лэйдзи Мацумото, который за основу брал мангу Terebi Magazine, созданную Госаку Отой.

## Список персонажей
- Принцесса Аврора (яп. オーロラ姫 Орора Химэ)

Единственный человек среди главных героев и последний представитель лунных людей, а также член королевского рода, Китти вырастила её зная, что она единственная, кто благодаря королевской крови может заменить королеву великой планеты и восстановить гармонию во вселенной. Прототипом для персонажа стал Сюаньцзан, номинально главный герой классического китайского романа «Путешествие на Запад».
Сэйю: Кадзуко Сугияма
- Дзян Куго (яп. ジャン・クーゴ Дзян Ку:го)

Киборг в красном костюме, был когда то человеком, но стал киборгом, чтобы защищать и помогать человечеству, но был понижен до чернорабочего из-за чего у него ухудшился характер.
Сэйю: Хироя Исимару
- Сир Джорго (яп. サー・ジョーゴ Са Дзёго)

Киборг в синем костюме, хорошо сражается в воде. Самый умный из всех. Когда хочет что-то уточнить, узнаёт информацию у своего портативного компьютера. Прототип из «Путешествия на Запад» — Ша Сэн.
Сэйю: Кэй Томияма
- Дон Хакка (яп. ドン・ハッカ Дон Хакка)

Киборг в зелёном костюме. Выступает в роли комического персонажа: всё время голодный. Очень силён в ближнем бою. Прототип — Чжу Бацзэ.
Сэйю: Косэй Томита
- Доктор Китти (яп. キティ博士)

Учёный. После смерти родителей Авроры, она удочерила её и вырастила. Прототип — Гуаньинь.
Сэйю: Эйко Масуяма
- Ассистент Додж (яп. ドッジ助教授)

Интеллигентный профессор, именно он превратил Куго в киборга.
Сэйю: Кэйити Нода